# エンブラエル EMB 121

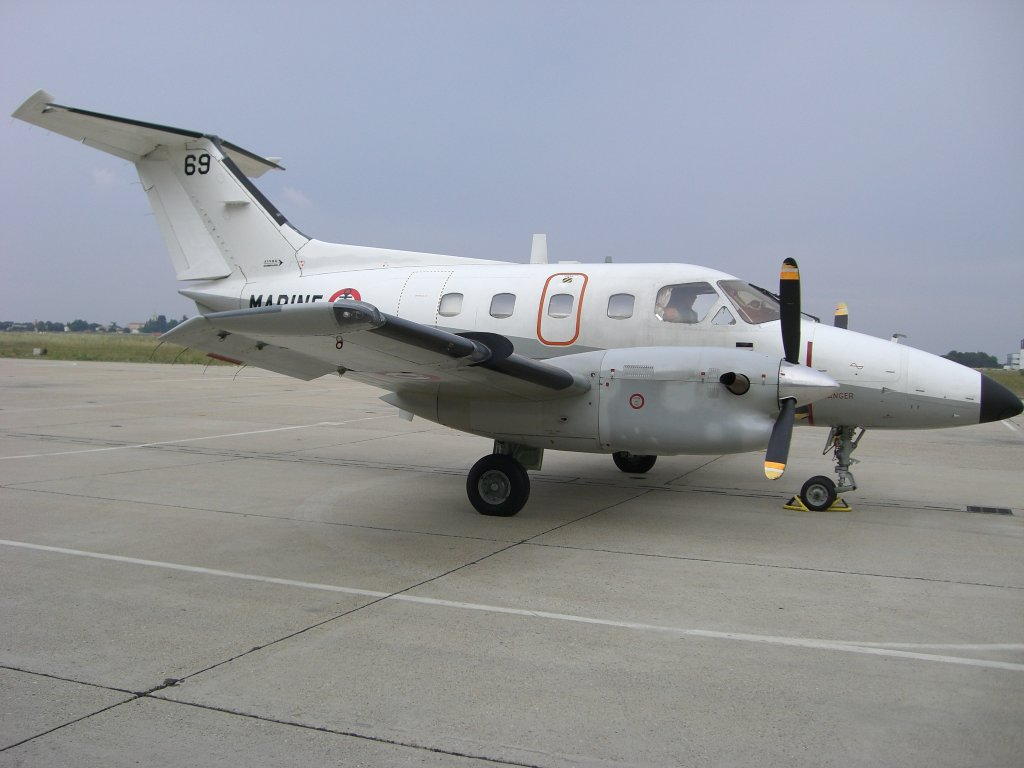
フランス海軍のEMB-121

エンブラエル EMB 121（Embraer EMB 121 Xingu）は、ブラジルのエンブラエルが製造している双発ターボプロップ旅客機である。基本設計はEMB 120であるが、胴体とエンジンは新たに設計されたものである。また軍用輸送機として運用されている機体が多い。

## 概要
EMB 121が初飛行したのは1976年10月10日であり、1977年5月20日に軍民で運航が開始された。改良型であるEMB 121AⅢが初飛行したのは1981年9月4日であり、この機体はエンジンが強化され、乗客数と燃料積載量が増やされていた。
生産が終了したのは1987年8月であり、総生産数は106機であった。そのうち51機がブラジル国外に輸出されたが、そのうち43機がフランス空軍で運用され、最大のオペレーターであった。

## 派生型
- VU-9 : ブラジル空軍制式採用型
- EMB 121A Xingu I : Pratt & Whitney Canada PT6A-28エンジンを搭載
- EMB 121A1 Xingu II : Pratt & Whitney Canada PT6A-135エンジンを搭載
- EMB 121V Xingu III : Pratt & Whitney Canada PT6A-42エンジンを搭載

## 採用国(軍用)
ブラジル
- ブラジル空軍

 フランス
- フランス空軍 - 2024年時点で、22機のEMB 121を保有[1]。
- フランス海軍 - 2024年時点で、10機のEMB 121を保有[2]。

## 性能一覧（Xingu II）
- 乗員:2
- 乗客:8～9
- 全長:12.3 m
- 全幅:14.1 m
- 高さ:4.8 m
- 機体重量: 3,620 kg
- 最大離陸重量: 5,670 kg
- 最大速度:465km/h
- 航続距離:2,278km
- 最大上昇限界高度:8,535m（28,000フィート）
- エンジン:Pratt & Whitney Canada PT6A-135双発
- 推進力:560kW(750shp)